# یواس‌اس او-۸ (اس‌اس-۶۹)
یواس‌اس او-۸ (اس‌اس-۶۹) (به انگلیسی: USS O-8 (SS-69)) زیردریایی که طول آن ۱۷۲ فوت ۴ اینچ (۵۲٫۵۳ متر) می باشد. این زیردریایی در سال ۱۹۱۷ ساخته شده است.